# Marius Lacombe
Marius Lacombe   (Begnins, 7 de febrer de 1862 - Chexbres, 19 de març de 1938) va ser un matemàtic suís.

## Vida i Obra
Lacombe va estudiar matemàtiques al Departament d'Enginyers del ETH Zürich. Des del 1890 fins al 1894 va donar classes de geometria descriptiva a la universitat de Lausana. El 1894 va ser nomenat professor del ETH Zurich per ocupar la recentment creada càtedra de geometria descriptiva en francès. Després de catorze anys a Zuric, el 1908 va retornar a la universitat de Lausana, en la qual es va retirar el 1927.
Va ser més un professor que un investigador. Les seves úniques obres conegudes versen sobre l'ensenyament de les matemàtiques. El 1896 va ser n dels organitzadors del Primer Congrés Internacional de Matemàtiques.